# Jan Kirsznik
Jan Kirsznik (ur. 8 stycznia 1934, zm. 1 sierpnia 2018) – polski saksofonista rock and rollowy, członek zespołu Rhythm and Blues. 

## Życiorys
Po zakończeniu służby wojskowej, został w drugiej połowie lat 50. XX wieku muzykiem Zespołu Estradowego Marynarki Wojennej. W 1958 został zaangażowany przez Franciszka Walickiego do zakładanego przez niego zespołu Rhythm and Blues uznawanego za pierwszy polski zespół rock and rollowy. Zespół dał pierwszy koncert 24 marca 1959 w gdańskim klubie „Rudy Kot” i został rozwiązany w 1960 po ogólnopolskiej trasie koncertowej. Po rozwiązaniu Rhythm and Blues, Kirsznik do prześcia na emeryturę w 1984 udzielał się jako saksofonista w Zespole Artystycznym Marynarki Wojennej – Flotylla, akompaniując między innymi Irenie Jarockiej, a także występując na takich imprezach muzycznych jak Krajowy Festiwal Piosenki Polskiej w Opolu czy Międzynarodowy Festiwal Piosenki w Sopocie.